# Potenziale zeta

Diagramma del potenziale zeta

Il potenziale zeta, o potenziale elettrocinetico (indicato come potenziale ζ facendo ricorso alla lettera zeta dell'alfabeto greco) è il potenziale generato in seguito alla formazione di un doppio strato elettrico. Esso è responsabile dei fenomeni elettrocinetici e della stabilità dei colloidi.
Può essere calcolato facendo ricorso a modelli teorici, misurando sperimentalmente la mobilità elettroforetica o facendo ricorso a fenomeni elettroacustici. In particolare, la relazione che lega la mobilità elettroforetica al potenziale ζ è la seguente:
{\displaystyle U_{e}={\frac {2\cdot \varepsilon \cdot \zeta \cdot f(ka)}{3\cdot \eta }}}
dove {\displaystyle \,U_{e}} è la mobilità elettroforetica, {\displaystyle \,\varepsilon } è la costante dielettrica, {\displaystyle \,\zeta } il potenziale zeta, {\displaystyle \,f(ka)} la funzione di Henry e {\displaystyle \,\eta } la viscosità del solvente.

## Stabilità dei colloidi
Un valore elevato di potenziale ζ conferisce maggiore stabilità ai sistemi colloidali, in quanto si originano repulsioni elettrostatiche che impediscono l'aggregazione delle particelle disperse. Quando il potenziale è basso, le forze attrattive prevalgono sulle repulsioni e quindi risulta più semplice il verificarsi di processi quali la coagulazione e la flocculazione.
La seguente tabella riassume la diversa stabilità dei colloidi in funzione del variare del potenziale ζ.
| Potenziale ζ [mV] | Stabilità del colloide              |
| ----------------- | ----------------------------------- |
| da 0 a ±5         | Rapida coagulazione o flocculazione |
| da ±10 a ±30      | Instabilità incipiente              |
| da ±30 a ±40      | Moderata stabilità                  |
| da ±40 a ±60      | Buona stabilità                     |
| >+61 e <-61       | Eccellente stabilità                |